# 董克毅
董克毅（？—？），男，浙江宁波人，中国电影摄影师。代表作有《火烧红莲寺》、《歌女红牡丹》、《狂流》、《姊妹花》等。